# デベン・マレーロ
デベン・ソマー・マレーロ（Deven Sommer Marrero, 1990年8月25日 - ）は、アメリカ合衆国フロリダ州ブロワード郡デイビー出身のプロ野球選手（内野手）。右投右打。フリーエージェント（FA）。
叔父のイーライ・マレーロ、従兄弟のクリスチャン・マレーロ、クリス・マレーロの兄弟もプロ野球選手である。

## 経歴

### プロ入り前
アメリカン・ヘリテージ高等学校時代には1年先輩にエリック・ホズマーがいた。2009年のMLBドラフト17巡目（全体509位）でシンシナティ・レッズから指名されたが、契約せずにアリゾナ州立大学へ進学した。

### プロ入りとレッドソックス時代

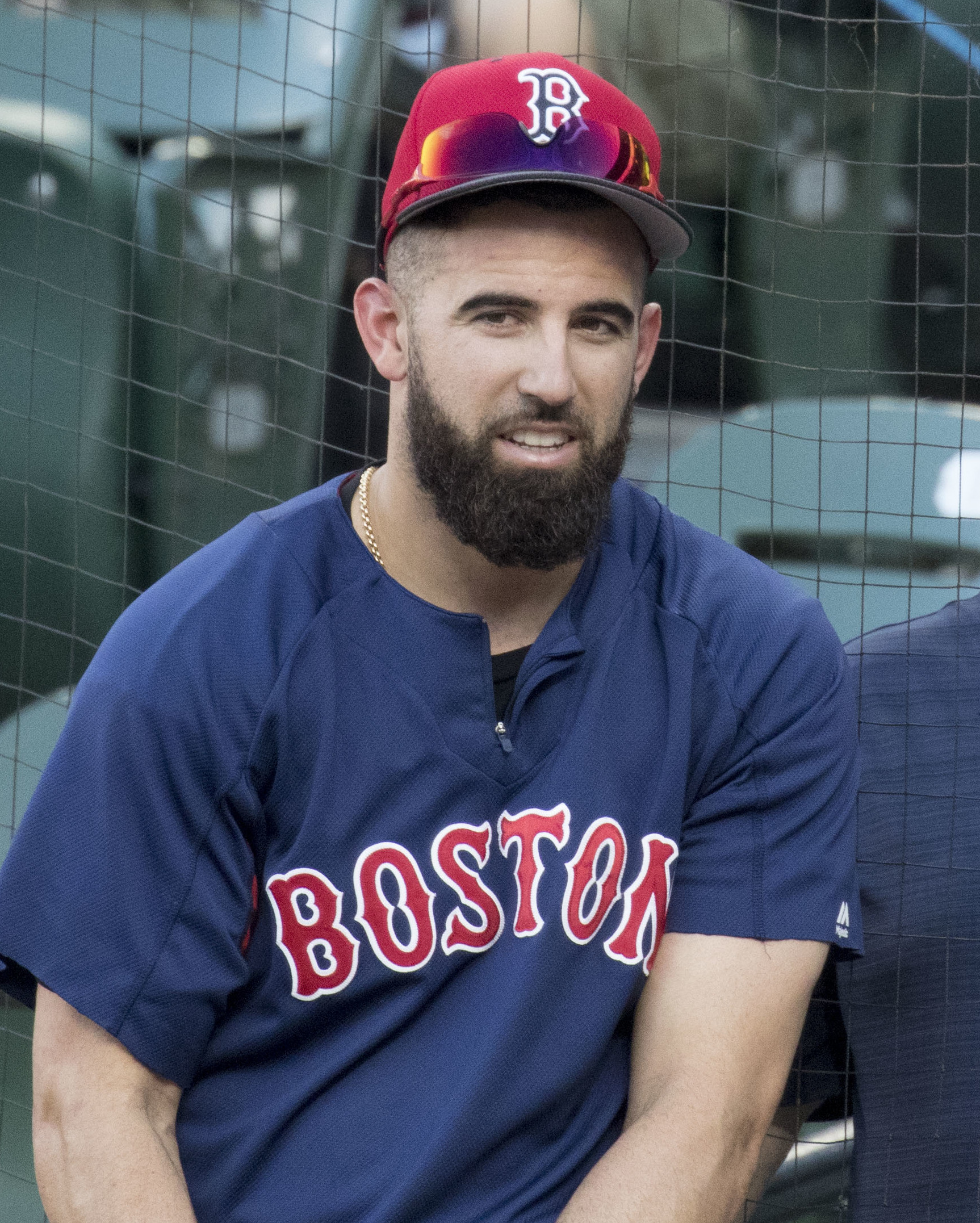
ボストン・レッドソックス時代
(2017年9月20日)

2012年のMLBドラフト1巡目（全体24位）でボストン・レッドソックスから指名され、プロ入り。契約後、傘下のA-級ローウェル・スピナーズでプロデビュー。64試合に出場して打率.268、2本塁打、24打点、24盗塁を記録した。
2013年はA+級セイラム・レッドソックスとAA級ポートランド・シードッグスでプレーし、2球団合計で104試合に出場して打率.252、2本塁打、26打点、27盗塁を記録した。
2014年はAA級ポートランドとAAA級ポータケット・レッドソックスでプレーし、2球団合計で118試合に出場して打率.258、6本塁打、59打点、16盗塁を記録した。オフにはアリゾナ・フォールリーグに参加し、サプライズ・サグアロスに所属した。
2015年は開幕からAAA級ポータケットでプレー。6月25日にメジャー契約を結んでアクティブ・ロースター入りし、28日のタンパベイ・レイズ戦でメジャーデビュー。9月28日のニューヨーク・ヤンキース戦ではケイレブ・コーザムからメジャー初本塁打を放った。この年メジャーでは25試合に出場して打率.226、1本塁打、3打点、2盗塁を記録した。
2016年も大半をAAA級ポータケットで過ごし、メジャーでは13試合に出場して打率.083の成績であった。
2017年は71試合に出場して打率.211、4本塁打、27打点、5盗塁を記録した。

### ダイヤモンドバックス時代
2018年3月24日に後日発表選手とのトレードで、アリゾナ・ダイヤモンドバックスへ移籍した。4月15日のロサンゼルス・ドジャース戦（ドジャースタジアム）では、4回表1死1・2塁の打席で左中間へ本塁打を放ちながら判定によって本塁打を取り消された。本塁打がライナー性の打球だったことから、一塁へ帰塁中の一塁走者を一塁付近で一瞬だけ追い越したところ、ドジャース側のチャレンジ要求によるリプレー検証の末に審判団から二塁でのアウトを宣告された（記録上は2点適時打）。8月7日にDFAとなり、10日にマイナー契約で傘下のAAA級リノ・エーシズへ配属された。オフの11月2日にFAとなった。

### マーリンズ時代
2018年12月3日にマイアミ・マーリンズとマイナー契約を結び、2019年のスプリングトレーニングに招待選手として参加することになった。
2019年は開幕を傘下のAAA級ニューオーリンズ・ベビーケークスで迎え、8月7日にメジャー契約を結んでアクティブ・ロースター入りした。8月16日にDFAとなり、18日にマイナー契約でAAA級ニューオーリンズへ配属された。レギュラーシーズン終了後の10月1日にFAとなった。

### メキシカンリーグ時代
2020年は未所属のまま過ごした後、2021年4月13日にメキシカンリーグのグアダラハラ・マリアッチスと契約した。

### マーリンズ復帰
2021年5月8日にマーリンズとマイナー契約を結び、傘下のAAA級ジャクソンビル・ジャンボシュリンプ へ配属された。6月16日にメジャー契約を結んでアクティブ・ロースター入りした。6月19日にDFAとなり、21日にマイナー契約でAAA級ジャクソンビルへ配属された。7月23日に再びメジャー契約を結んでアクティブ・ロースター入りした。オフの10月21日にFAとなった。

### 独立リーグ時代
2022年4月20日にアトランティックリーグのロングアイランド・ダックスと契約した。

### メッツ時代
同年6月25日にニューヨーク・メッツとマイナー契約を結び、同日中にAAA級シラキュース・メッツに配属された。その後、8月15日にアクティブ・ロースター入りした。しかし、4日後の19日にDFAとなり、21日にマイナー降格。9月1日にメジャー復帰した。12日にDFAとなり、16日にマイナーに再度降格した。シーズン終了後の10月9日にFAとなった。

## 詳細情報

### 年度別打撃成績
| 年 度    | 球 団    | 試 合 | 打 席 | 打 数 | 得 点 | 安 打 | 二 塁 打 | 三 塁 打 | 本 塁 打 | 塁 打 | 打 点 | 盗 塁 | 盗 塁 死 | 犠 打 | 犠 飛 | 四 球 | 敬 遠 | 死 球 | 三 振 | 併 殺 打 | 打 率 | 出 塁 率 | 長 打 率 | O P S |
| -------- | -------- | ----- | ----- | ----- | ----- | ----- | -------- | -------- | -------- | ----- | ----- | ----- | -------- | ----- | ----- | ----- | ----- | ----- | ----- | -------- | ----- | -------- | -------- | ----- |
| 2015     | BOS      | 25    | 56    | 53    | 8     | 12    | 0        | 0        | 1        | 15    | 3     | 2     | 1        | 0     | 0     | 3     | 0     | 0     | 19    | 0        | .226  | .268     | .283     | .551  |
| 2016     | BOS      | 13    | 14    | 12    | 0     | 1     | 0        | 0        | 0        | 1     | 0     | 0     | 0        | 0     | 0     | 2     | 0     | 0     | 5     | 0        | .083  | .214     | .083     | .298  |
| 2017     | BOS      | 71    | 188   | 171   | 32    | 36    | 9        | 0        | 4        | 57    | 27    | 5     | 0        | 3     | 2     | 12    | 0     | 0     | 61    | 8        | .211  | .259     | .333     | .593  |
| 2018     | ARI      | 49    | 85    | 78    | 11    | 13    | 1        | 1        | 0        | 16    | 7     | 3     | 0        | 0     | 1     | 6     | 0     | 0     | 23    | 5        | .167  | .224     | .205     | .429  |
| 2019     | MIA      | 5     | 5     | 5     | 0     | 0     | 0        | 0        | 0        | 0     | 0     | 0     | 0        | 0     | 0     | 0     | 0     | 0     | 3     | 0        | .000  | .000     | .000     | .000  |
| 2021     | MIA      | 10    | 19    | 10    | 4     | 3     | 0        | 0        | 1        | 6     | 1     | 1     | 0        | 0     | 0     | 3     | 0     | 0     | 6     | 2        | .188  | .316     | .375     | .691  |
| 2022     | NYM      | 5     | 6     | 6     | 0     | 0     | 0        | 0        | 0        | 0     | 0     | 1     | 0        | 0     | 0     | 0     | 0     | 0     | 3     | 0        | .000  | .000     | .000     | .000  |
| MLB：7年 | MLB：7年 | 178   | 373   | 341   | 55    | 65    | 10       | 1        | 6        | 95    | 38    | 12    | 1        | 3     | 3     | 26    | 0     | 0     | 120   | 15       | .191  | .246     | .279     | .525  |

- 2022年度シーズン終了時

### 年度別守備成績
| 年 度 | 球 団 | 一塁（1B） | 一塁（1B） | 一塁（1B） | 一塁（1B） | 一塁（1B） | 一塁（1B） | 二塁（2B） | 二塁（2B） | 二塁（2B） | 二塁（2B） | 二塁（2B） | 二塁（2B） | 三塁（3B） | 三塁（3B） | 三塁（3B） | 三塁（3B） | 三塁（3B） | 三塁（3B） | 遊撃（SS） | 遊撃（SS） | 遊撃（SS） | 遊撃（SS） | 遊撃（SS） | 遊撃（SS） |
| 年 度 | 球 団 | 試 合      | 刺 殺      | 補 殺      | 失 策      | 併 殺      | 守 備 率   | 試 合      | 刺 殺      | 補 殺      | 失 策      | 併 殺      | 守 備 率   | 試 合      | 刺 殺      | 補 殺      | 失 策      | 併 殺      | 守 備 率   | 試 合      | 刺 殺      | 補 殺      | 失 策      | 併 殺      | 守 備 率   |
| ----- | ----- | ---------- | ---------- | ---------- | ---------- | ---------- | ---------- | ---------- | ---------- | ---------- | ---------- | ---------- | ---------- | ---------- | ---------- | ---------- | ---------- | ---------- | ---------- | ---------- | ---------- | ---------- | ---------- | ---------- | ---------- |
| 2015  | BOS   | -          | -          | -          | -          | -          | -          | 3          | 1          | 5          | 0          | 2          | 1.000      | 13         | 3          | 18         | 1          | 4          | .955       | 6          | 3          | 6          | 0          | 2          | 1.000      |
| 2016  | BOS   | -          | -          | -          | -          | -          | -          | 6          | 2          | 5          | 1          | 1          | .875       | 4          | 0          | 5          | 0          | 0          | 1.000      | 4          | 1          | 0          | 0          | 0          | 1.000      |
| 2017  | BOS   | 1          | 0          | 0          | 0          | 0          | .---       | 11         | 17         | 17         | 0          | 7          | 1.000      | 53         | 26         | 75         | 3          | 10         | .971       | 6          | 4          | 9          | 0          | 2          | 1.000      |
| MLB   | MLB   | 1          | 0          | 0          | 0          | 0          | .---       | 25         | 26         | 31         | 1          | 12         | .983       | 103        | 47         | 141        | 5          | 21         | .974       | 16         | 5          | 15         | 0          | 4          | 1.000      |

- 2018年度シーズン終了時

### 背番号
- 16（2015年 - 2016年）
- 17（2017年）
- 10（2018年）
- 7（2019年）
- 9（2021年）
- 15（2022年）